# Daniele Silvestri

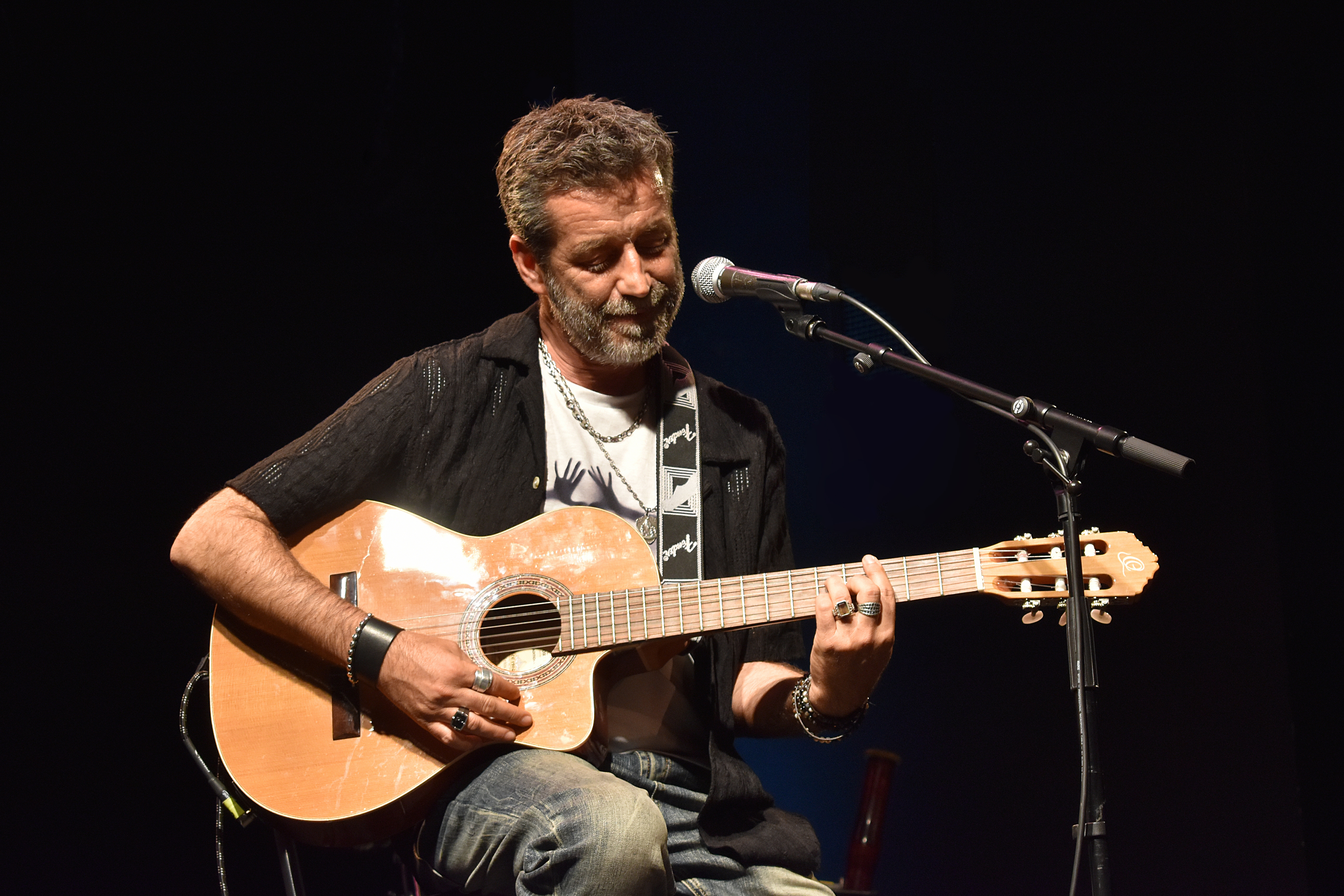
Daniele Silvestri live 2024

Daniele Silvestri (* 18. August 1968 in Rom) ist ein italienischer Cantautore. Er nahm mehrfach am Sanremo-Festival teil und wurde mit diversen Auszeichnungen bedacht, darunter einem David di Donatello für den besten Filmsong.

## Karriere
Silvestris Vater Alberto war Schriftsteller und Fernsehautor. Als Kind lernte er Klavier und Gitarre, später war er in verschiedenen Musikgruppen tätig und gründete auch selbst eine kurzlebige Band. Sein offizielles Debüt gab er im Sommer 1994 mit dem selbstbetitelten Debütalbum, das mit der Targa Tenco für das beste Debüt ausgezeichnet wurde. Darauf war das Lied Voglia di gridare enthalten, mit dem er im Wettbewerb Sanremo Giovani die Qualifikation für die Newcomer-Kategorie des Sanremo-Festivals 1995 schaffte. Dort präsentierte er das Lied L’uomo col megafono, das ihm einen 10. Platz und den Volare-Preis für den besten literarischen Text einbrachte. Es folgten das Album Prima di essere un uomo und die im Radio sehr erfolgreiche Single Le cose in comune, ausgezeichnet mit der Targa Tenco als Lied des Jahres.
Nach einer ersten Tournee schrieb Silvestri im Juni 1996 den Soundtrack für den Film Cuori al verde von Giuseppe Piccioni; Lieder daraus fanden auch Eingang in sein drittes Studioalbum Il dado. Das Lied Cohiba war Che Guevara gewidmet. Es folgte eine lange Tournee, wobei Max Gazzè als Bassist in Erscheinung trat. Teil der Tournee war auch ein Auftritt bei einer Veranstaltung im kommunistischen Havanna. Im Mai 1997 trat er als Schauspieler und Sänger an der Seite von Rocco Papaleo im Theaterstück Rosso fiammante bloccato neve dubbio vetro tesi infinito auf. Einige Monate später ging das Frankenstein-Musical mit Tullio Solenghi auf Tournee, für das Silvestri die Musik komponiert hatte.

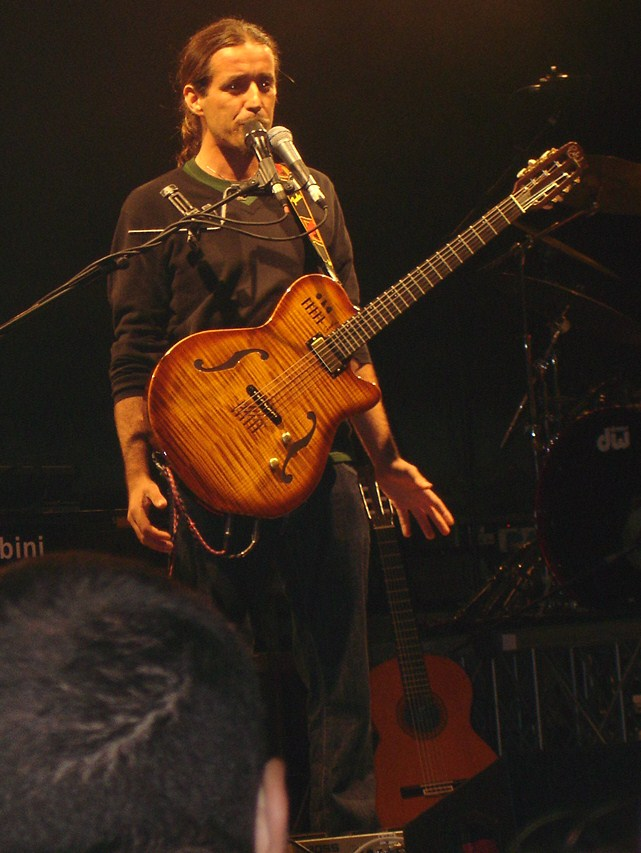
Daniele Silvestri bei einem Konzert 2007

1998 schrieb er wieder Musik für einen Filmsoundtrack, Barbara, und für das Theaterstück Domani notte a mezzanotte qui, beide von Angelo Orlando. Nach der Arbeit am neuen Album nahm Silvestri 1999 erneut am Sanremo-Festival teil, diesmal in der Hauptkategorie. Das Lied Aria, in welchem er das Leben im Gefängnis thematisiert, brachte ihm den „Mia Martini“-Kritikerpreis ein. Kurz darauf veröffentlichte er sein viertes Album Sig. Dapatas und schrieb die Filmmusik zu Albania von Fabrizio Maria Cortese mit Giancarlo Giannini. Im Sommer 2000 war er für die Musik für Tango verantwortlich, ein Theaterstück von Francesca Zanni, das vom Schicksal der Desaparecidos in Argentinien handelt. Im Oktober veröffentlichte er das erste Best-of Occhi da Orientale – Il meglio di Daniele Silvestri, das auch drei bis dahin unveröffentlichte Lieder enthielt und seine letzte Veröffentlichung beim Label Dischi Ricordi war.
Im Jahr 2002 nahm Silvestri wieder am Sanremo-Festival teil, diesmal mit Salirò. Auch diesmal erhielt er den Kritikerpreis und anschließend vier Italian Music Awards (für die beste Komposition, das beste Video, die beste Single und das beste Arrangement), außerdem stieg das Lied bis auf Platz fünf der Charts. Es folgten zwei weitere Singles, Sempre di domenica und Il mio nemico (ausgezeichnet durch Amnesty International), die auf seinem sechsten Album Unò–dué enthalten sind. Das Album erschien bei seinem eigenen Label Panama, im Vertrieb von Sony. 2003 veröffentlichte der Musiker das Buch L’autostrada, in dem er mit Fotos, Texten und Tagebucheinträgen seine letzte Tournee und seine musikalischen Aktivitäten beschrieb. Das Jahr endete mit einem Konzert in Maputo in Mosambik zur Unterstützung einer Hilfskampagne für die Dritte Welt.
Ein Jahr später erschien Silvestris erstes Livealbum Livre trânsito. Darauf waren auch die Lieder Kunta Kinte (in Zusammenarbeit mit Frankie HI-NRG), Il secondo da sinistra (geschrieben für Mina) und Il fiume e la nebbia (geschrieben für Fiorella Mannoia) enthalten. Auch 2004 beteiligte er sich am Benefizkonzert in Mosambik, diesmal zusammen mit Max Gazzè. Anschließend zog er sich für eine Weile aus der Öffentlichkeit zurück.
Erst 2007 kehrte Silvestri mit dem Lied La paranza nach Sanremo zurück, wo er den vierten Platz erreichen konnte. Das Lied brachte ihm auch Platz zwei in den Singlecharts (und Platz eins in den Downloadcharts) ein. Im März erschien sein achtes Album mit dem Titel Il latitante. Die Single Mi persi fand Eingang in den Soundtrack des Films Notturno Bus mit Valerio Mastandrea und Giovanna Mezzogiorno und wurde mit dem David di Donatello für das beste Lied ausgezeichnet. Die zweite Single Gino e l’Alfetta wurde zur offiziellen Hymne des Gay Pride 2007 erklärt, der in Rom stattfand. Danach erschien das Lied A me ricordi il mare in Zusammenarbeit mit der Band Otto Ohm; außerdem schrieb Silvestri zwei Lieder, die von dem Schauspieler Nicolas Vaporidis im Film Questa notte è ancora nostra gesungen werden.

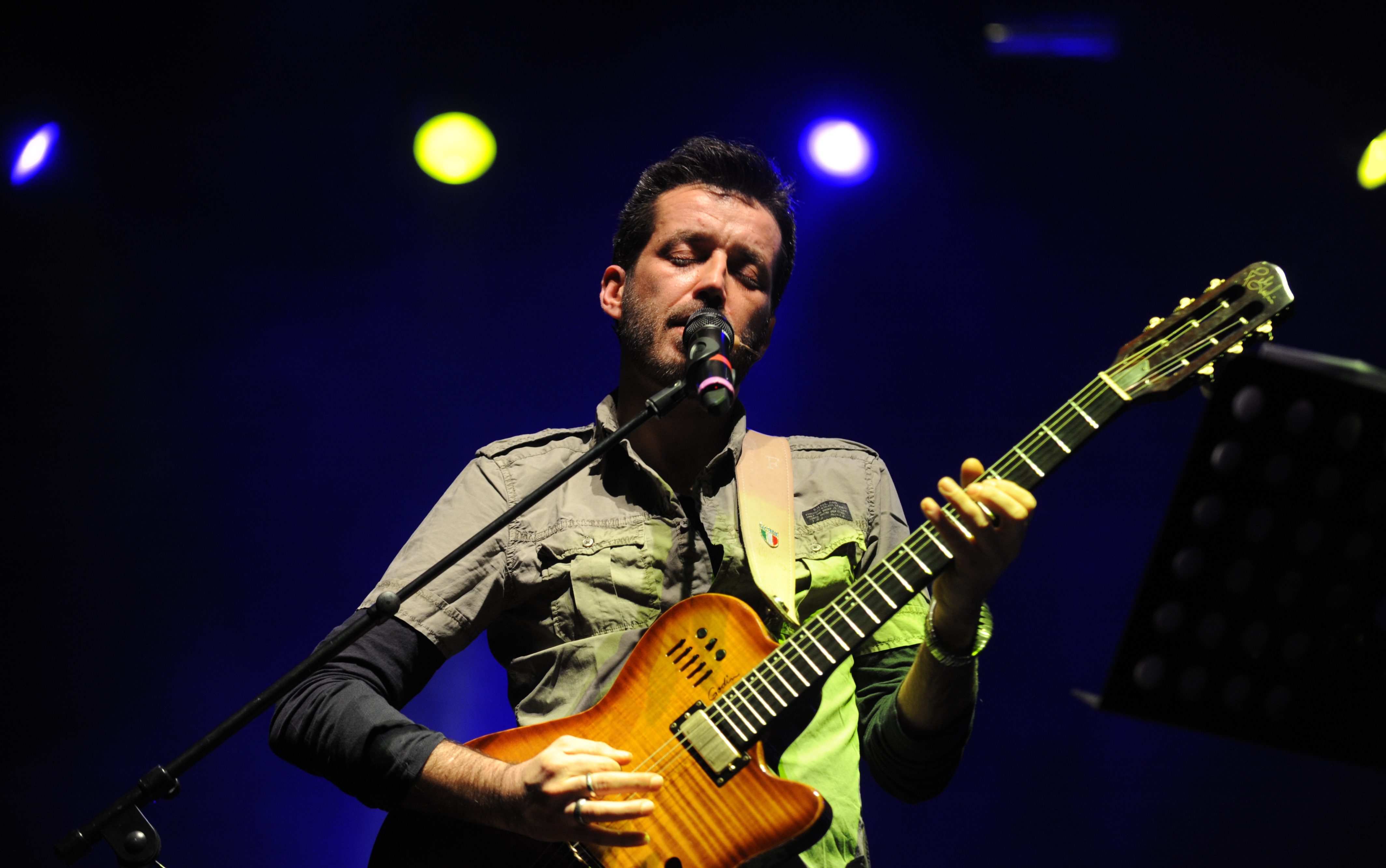
Silvestri 2012

Nach der Kompilation Monetine (2008), auf der auch das Paolo-Conte-Cover Una giornata al mare enthalten war, veröffentlichte Silvestri 2011 das nächste Studioalbum S.C.O.T.C.H. Darauf arbeitete er etwa mit Niccolò Fabi, Gino Paoli und Raiz zusammen. Danach war er wieder für Soundtracks tätig: Zunächst für Immaturi – Il viaggio, dann für Capitan Kuk, aus dem auch ein Musical hervorging. 2013 ging er erneut beim Sanremo-Festival ins Rennen und präsentierte A bocca chiusa und Il bisogno di te (ricatto d’onor), wobei ersteres den sechsten Platz erreichen konnte. Im Anschluss erschien die EP Che nemmeno Mennea. Anfang 2014 legte er mit Tutta colpa di Freud (Il giardino di Psiche) den Titelsong des Films Tutta colpa di Freud von Paolo Genovese vor.
Ebenfalls 2014 schloss er sich mit Max Gazzè und Niccolò Fabi zum Projekt Fabi Silvestri Gazzè zusammen, aus dem das Kollaboalbum Il padrone della festa hervorging, das für alle drei Beteiligten das erste Nummer-eins-Album wurde. Nach der ausgedehnten gemeinsamen Tournee veröffentlichten sie 2015 auch ein gleichnamiges Livealbum. 2016 meldete sich Silvestri wieder mit seinem nächsten Soloalbum Acrobati zurück, das die Spitze der Albumcharts erreichen konnte. Beim Sanremo-Festival 2019 erreichte der Cantautore, in Zusammenarbeit mit Rancore und Manuel Agnelli, mit dem Lied Argentovivo den sechsten Platz und konnte sich den Kritikerpreis, den Journalistenpreis und den Preis für den besten Text sichern.
Von 2000 bis 2009 lebte Silvestri in einer festen Beziehung mit der Schauspielerin Simona Cavallari, mit der er zwei Kinder hat. 2012 heiratete er Lisa Lelli.

## Diskografie

### Studioalben
| Jahr | Titel Musiklabel                                   | Höchstplatzierung, Gesamtwochen, AuszeichnungChartsChartplatzierungen (Jahr, Titel, Musiklabel, Platzierungen, Wochen, Auszeichnungen, Anmerkungen) | Anmerkungen                                                                           | [↑]: gemeinsam behandelt mit vorhergehendem Eintrag; [←]: in beiden Charts platziert |
| Jahr | Titel Musiklabel                                   | IT | Anmerkungen                                                                           |                                                                                      |
| ---- | -------------------------------------------------- | --- | ------------------------------------------------------------------------------------- | ------------------------------------------------------------------------------------ |
| 1995 | Prima di essere un uomo Dischi Ricordi             | IT21 (9 Wo.)IT | Erstveröffentlichung: 1. März 1995                                                    |                                                                                      |
| 1996 | Il dado BMG Ricordi                                | IT34 (3 Wo.)IT | Erstveröffentlichung: 25. Oktober 1996                                                |                                                                                      |
| 1999 | Sig. Dapatas BMG Ricordi                           | IT19 (6 Wo.)IT | Erstveröffentlichung: 1999                                                            |                                                                                      |
| 2002 | Unò-dué Panama/Sony                                | IT7 (41 Wo.)IT | Erstveröffentlichung: 8. März 2002                                                    |                                                                                      |
| 2007 | Il latitante Panama/Sony                           | IT5 (34 Wo.)IT | Erstveröffentlichung: 21. Februar 2007                                                |                                                                                      |
| 2011 | S.C.O.T.C.H. Sony                                  | IT5 Gold · (34 Wo.)IT | Erstveröffentlichung: 29. März 2011 Verkäufe: + 30.000                                |                                                                                      |
| 2011 | S.C.O.T.C.H. (Ultra Resistant Edition) Sony[IT: ↑] | IT5 Gold · (34 Wo.)IT | Erstveröffentlichung: 22. November 2011                                               |                                                                                      |
| 2014 | Il padrone della festa Universal/Sony              | IT1 Platin · (50 Wo.)IT | Erstveröffentlichung: 16. September 2014 Verkäufe: + 50.000; als Fabi Silvestri Gazzè |                                                                                      |
| 2016 | Acrobati Sony                                      | IT1 Gold · (34 Wo.)IT | Erstveröffentlichung: 26. Februar 2016 Verkäufe: + 25.000                             |                                                                                      |
| 2019 | La terra sotto i piedi Sony                        | IT2 (10 Wo.)IT | Erstveröffentlichung: 3. Mai 2019                                                     |                                                                                      |
| 2023 | Disco X Sony                                       | IT11 (2 Wo.)IT | Erstveröffentlichung: 9. Juni 2023                                                    |                                                                                      |

Weitere Studioalben
- 1994: Daniele Silvestri (Dischi Ricordi)

### Livealben
| Jahr | Titel Musiklabel                             | Höchstplatzierung, Gesamtwochen, AuszeichnungChartsChartplatzierungen (Jahr, Titel, Musiklabel, Platzierungen, Wochen, Auszeichnungen, Anmerkungen) | Anmerkungen                                                   |
| Jahr | Titel Musiklabel                             | IT | Anmerkungen                                                   |
| ---- | -------------------------------------------- | --- | ------------------------------------------------------------- |
| 2004 | Livre trânsito BMG Ricordi                   | IT15 (9 Wo.)IT | Erstveröffentlichung: 30. Januar 2004                         |
| 2015 | Il padrone della festa – Live Universal/Sony | IT6 (21 Wo.)IT | Erstveröffentlichung: 28. April 2015 als Fabi Silvestri Gazzè |

### Kompilationen
| Jahr | Titel Musiklabel                                                | Höchstplatzierung, Gesamtwochen, AuszeichnungChartsChartplatzierungen (Jahr, Titel, Musiklabel, Platzierungen, Wochen, Auszeichnungen, Anmerkungen) | Anmerkungen                           |
| Jahr | Titel Musiklabel                                                | IT | Anmerkungen                           |
| ---- | --------------------------------------------------------------- | --- | ------------------------------------- |
| 2000 | Occhi da orientale – Il meglio di Daniele Silvestri BMG Ricordi | IT30 (14 Wo.)IT | Erstveröffentlichung: 9. Oktober 2000 |
| 2008 | Monetine Sony BMG                                               | IT6 Gold (2025) · (21 Wo.)IT | Erstveröffentlichung: 9. Mai 2008     |

### EPs
| Jahr | Titel Musiklabel        | Höchstplatzierung, Gesamtwochen, AuszeichnungChartsChartplatzierungen (Jahr, Titel, Musiklabel, Platzierungen, Wochen, Auszeichnungen, Anmerkungen) | Anmerkungen                            |
| Jahr | Titel Musiklabel        | IT | Anmerkungen                            |
| ---- | ----------------------- | --- | -------------------------------------- |
| 2013 | Che nemmeno Mennea Sony | IT55 (2 Wo.)IT | Erstveröffentlichung: 13. Februar 2013 |

### Singles
| Jahr | Titel Album                                                                  | Höchstplatzierung, Gesamtwochen, AuszeichnungChartsChartplatzierungen (Jahr, Titel, Album, Platzierungen, Wochen, Auszeichnungen, Anmerkungen) | Anmerkungen                                                                        |
| Jahr | Titel Album                                                                  | IT | Anmerkungen                                                                        |
| ---- | ---------------------------------------------------------------------------- | --- | ---------------------------------------------------------------------------------- |
| 2002 | Salirò Unò-dué                                                               | IT5 Platin (2019) · (29 Wo.)IT | Erstveröffentlichung: 5. März 2002 Verkäufe: + 50.000                              |
| 2004 | Kunta Kinte Livre trânsito                                                   | IT19 (8 Wo.)IT | Erstveröffentlichung: 9. Januar 2004                                               |
| 2007 | La paranza Il latitante                                                      | IT2 (27 Wo.)IT | Erstveröffentlichung: 27. Februar 2007                                             |
| 2007 | Gino e l’Alfetta Il latitante                                                | IT21 (7 Wo.)IT | Erstveröffentlichung: 13. Juli 2007                                                |
| 2008 | Monetine                                                                     | IT25 (10 Wo.)IT | Erstveröffentlichung: 21. April 2008                                               |
| 2010 | Precario è il mondo S.C.O.T.C.H.                                             | IT44 (2 Wo.)IT | feat. Raiz                                                                         |
| 2011 | Ma che discorsi S.C.O.T.C.H.                                                 | IT43 Gold · (18 Wo.)IT | Erstveröffentlichung: 11. März 2011 Verkäufe: + 15.000                             |
| 2012 | Il viaggio (Pochi grammi di coraggio) S.C.O.T.C.H. (Ultra Resistant Edition) | IT66 (4 Wo.)IT | Erstveröffentlichung: 2. November 2011                                             |
| 2013 | A bocca chiusa Che nemmeno Mennea                                            | IT23 (3 Wo.)IT |                                                                                    |
| 2013 | Il bisogno di te (ricatto d’onor) Che nemmeno Mennea                         | IT99 (1 Wo.)IT |                                                                                    |
| 2014 | Tutta colpa di Freud (Il giardino di psiche) –                               | IT63 (5 Wo.)IT | Erstveröffentlichung: 17. Januar 2014                                              |
| 2014 | Life Is Sweet Il padrone della festa                                         | IT23 Gold · (14 Wo.)IT | Verkäufe: + 15.000; als Fabi Silvestri Gazzè                                       |
| 2014 | L’amore non esiste Il padrone della festa                                    | IT12 Gold · (18 Wo.)IT | Erstveröffentlichung: 22. August 2014 Verkäufe: + 15.000; als Fabi Silvestri Gazzè |
| 2016 | Quali alibi Acrobati                                                         | IT77 (3 Wo.)IT | Erstveröffentlichung: 26. Februar 2016                                             |
| 2019 | Argentovivo La terra sotto i piedi                                           | IT15 (4 Wo.)IT | Erstveröffentlichung: 6. Februar 2019 feat. Rancore & Manuel Agnelli               |

Weitere Singles
- 1994: Voglia di gridare
- 1995: L’uomo col megafono
- 1995: Le cose in comune – IT (2019): Gold (25.000+)[4]
- 1996: Un giorno lontano
- 1996: Banalità
- 1997: Cohiba
- 1998: Strade di Francia
- 1999: Aria
- 1999: Amore mio
- 2000: Occhi da orientale – IT (2017): Gold (25.000+)[4]
- 2002: Sempre di domenica
- 2002: Il mio nemico
- 2007: Mi persi
- 2007: A me ricordi il mare (feat. Otto Ohm)
- 2008: Una giornata al mare (2008)
- 2011: Monito®
- 2011: Fifty-Fifty
- 2014: Come mi pare (Fabi/Silvestri/Gazzè)
- 2015: Canzone di Anna (Fabi/Silvestri/Gazzè)
- 2016: Acrobati
- 2016: Pochi giorni
- 2016: La guerra del sale (feat. Caparezza)

## Belege
1. ↑  Arianna Galati: Daniele Silvestri, Tutta Colpa Di Freud: testo e video. In: SoundsBlog.it. Blogo.it, 17. Januar 2014, abgerufen am 19. Mai 2017 (italienisch).
2. ↑  FSG – Fabi Silvestri Gazzè. Archiviert vom Original (nicht mehr online verfügbar) am 4. September 2017; abgerufen am 9. Mai 2017 (italienisch).  Info: Der Archivlink wurde automatisch eingesetzt und noch nicht geprüft. Bitte prüfe Original- und Archivlink gemäß Anleitung und entferne dann diesen Hinweis.
3. 1 2 3  Chartquellen (Alben):
  - Guido Racca & Chartitalia: Top 100 FIMI Album. Lulu, 2013, S. 167.
  - Alben von Daniele Silvestri. In: Italiancharts.com. Hung Medien, ehemals im Original (nicht mehr online verfügbar); abgerufen am 19. Mai 2017. (Seite nicht mehr abrufbar. Suche in Webarchiven)
4. 1 2 3 4 5 6 7 8 9  Certificazioni, Silvestri. FIMI, abgerufen am 25. Juni 2018 (italienisch).
5. 1 2  Chartquellen (Singles):
  - Guido Racca & Chartitalia: Top 100 FIMI Singoli. Lulu, 2013, S. 144 f.
  - Archivio classifiche Top Singoli. FIMI, abgerufen am 19. Mai 2017 (italienisch).

| Personendaten    | Personendaten            |
| ---------------- | ------------------------ |
| NAME             | Silvestri, Daniele       |
| KURZBESCHREIBUNG | italienischer Cantautore |
| GEBURTSDATUM     | 18. August 1968          |
| GEBURTSORT       | Rom                      |